# Grant Show
Grant Alan Show (Detroit, Míchigan, 27 de febrero de 1962) es un actor estadounidense.

## Biografía
Educado en el área de Milpitas, California se graduó en UCLA. Sus primeros contactos con el mundo de la interpretación fueron a través de la televisión. Su primer papel importante fue en la telenovela Ryan's Hope, en la que interpretó el papel de Rick Hyde entre 1984 y 1987. 
Tras una estancia en Londres, regresa a Estados Unidos a final de la década de 1980, donde continúa apareciendo en distintos espectáculos televisivos. Es entonces cuando el productor Aaron Spelling decide incorporarle a la popular serie Beverly Hills, 90210, en el papel de Jake Hanson durante un par de episodios (1992), con la intención de, seguidamente, convertirle en protagonista del spin off Melrose Place.
Pese a la exagerada promoción del estreno de la serie (fue portada de las revistas TV Guide y People inmediatamente después del estreno), los índices de audiencia, durante la primera temporada no estuvieron a la altura de las expectativas que se habían creado, hasta la incorporación de Heather Locklear, momento desde el cual la producción pasó a convertirse en una de las más seguidas, tanto en Estados Unidos como en otros lugares en los que se emitió. Grant Show se mantuvo en la serie entre 1992 y 1997, momento en el que abandonó la producción junto a Marcia Cross, Doug Savant, Courtney Thorne-Smith y Josie Bissett.
Aparece en el vídeo musical de Gloria Estefan, "Anything for You" del año 1998.
Desde entonces, protagonizó varias películas directamente estrenadas en televisión, como Blessed Assurance, Between Love and Honor con Robert Loggia, y Homeland Security con Tom Skerritt. Además ha realizado apariciones episódicas en series como Six Feet Under (2002) y Beautiful People (2006).
En cuanto a su carrera sobre los escenarios, en 1990 protagonizó un montaje de On the Waterfront y posteriormente The Glass Menagerie y Wit, en Broadway (1999). 
Desde 2008 interviene en la serie Swingtown.
Desde 2017, Show interpreta al magnate Blake Carrington en la serie Dinastía.

## Vida personal
Grant Show se casó con la actriz y modelo Pollyanna McIntosh en 2004. Se conocieron cuando participaron para un anuncio publicitario de la casa de modas Lane Bryant en 2003. Se divorciaron en 2011.
En julio de 2012, Show se comprometió con la actriz Katherine LaNasa. Contrajeron matrimonio el 18 de agosto de 2012. Tuvieron a su hija en marzo de 2014.

## Filmografía
| Año  | Título                          | Rol           | Notas        |
| ---- | ------------------------------- | ------------- | ------------ |
| 1992 | A Woman, Her Men, and Her Futon | Randy         |              |
| 2004 | Marmalade                       | Aiden         |              |
| 2007 | Raw Footage                     | Mitch Graham  | Cortometraje |
| 2007 | The Girl Next Door              | Mr. Moran     |              |
| 2009 | All Ages Night                  | Jeff Markham  |              |
| 2011 | Action Figures                  | Bruce         |              |
| 2011 | Fxxxen Americans                | John          | Cortometraje |
| 2011 | Born to Race                    | Jimmy Kendall |              |
| 2011 | Coming Up for Air               | Bill          | Cortometraje |
| 2012 | Mindfield                       | Murphy        | Cortometraje |
| 2012 | The Possession                  | Brett         |              |
| 2014 | Born to Race: Fast Track        | Jimmy Kendall |              |

| Año       | Título                         | Rol                   | Notas                                        |
| --------- | ------------------------------ | --------------------- | -------------------------------------------- |
| 1984−1987 | Ryan's Hope                    | Rick Hyde             | Principal, 5 episodios                       |
| 1985      | ABC Afterschool Special        | Gregory Prince III    | Episodio: "Cindy Eller: A Modern Fairy Tale" |
| 1986      | The Love Boat                  | Christopher Stuart    | 2 episodios                                  |
| 1989      | When We Were Young             | Michael Stefanos      | Película de televisión                       |
| 1989−1990 | True Blue                      | Cadet Casey Pierce    | Principal, 12 episodios                      |
| 1990      | Lucky Chances                  | Marco                 | Miniserie                                    |
| 1992      | Treacherous Crossing           | Chief Stevens         | Película de televisión                       |
| 1992      | Beverly Hills, 90210           | Jake Hanson           | 2 episodios                                  |
| 1992      | Coopersmith                    | C.D. Coopersmith      | Película de televisión                       |
| 1992–1997 | Melrose Place                  | Jake Hanson           | Principal, 158 episodios                     |
| 1994      | Burke's Law                    | Dash Thornton         | Episodio: "Who Killed the Starlet?"          |
| 1994      | Models Inc.                    | Jake Hanson           | Episodio: "Pilot"                            |
| 1994      | Texas                          | William B. Travis     | Película de televisión                       |
| 1995      | Between Love and Honor         | Steve Allie Collura   | Película de televisión                       |
| 1995      | Saturday Night Live            | Jake Hanson           | 1 episodio                                   |
| 1996      | Hope and Gloria                | Él mismo              | 1 episodio                                   |
| 1996      | Pretty Poison                  | Dennis Pitt           | Película de televisión                       |
| 1997      | Mother Knows Best              | Ted Rogers            | Película de televisión                       |
| 1997      | The Price of Heaven            | Jerry Shand           | Película de televisión                       |
| 1998      | Ice                            | Robert Drake          | Película de televisión                       |
| 1999      | Partners                       | Elliott Thompson      | Episodio: "A Beautiful Day"                  |
| 1999      | The Alchemists                 | Connor Malloy         | Película de televisión                       |
| 2000      | Ed                             | Troy McCallum         | Episodio: "Your Life Is Now"                 |
| 2001      | UC: Undercover                 | John Keller           | 2 episodios                                  |
| 2002      | Six Feet Under                 | Scott Axelrod         | 3 episodios                                  |
| 2002      | Arli$$                         | Trevor Lawson         | Episodio: "Playing It Safe"                  |
| 2003      | Encrypt                        | Garth                 | Película de televisión                       |
| 2003      | Sex and the Single Mom         | Alex Lofton           | Película de televisión                       |
| 2004      | Strong Medicine                | Ben Sanderson         | 5 episodios                                  |
| 2004      | Mystery Girl                   | Christopher Sullivan  | Cortometraje de televisión                   |
| 2004      | Homeland Security              | Bradley Brand         | Película de televisión                       |
| 2005−2006 | Point Pleasant                 | Lucas Boyd            | Principal, 13 episodios                      |
| 2005      | More Sex and the Single Mom    | Alex Lofton           | Película de televisión                       |
| 2005−2006 | Beautiful People               | Daniel Kerr           | 4 episodios                                  |
| 2007      | Dirt                           | Jack Dawson           | 4 episodios                                  |
| 2008      | Swingtown                      | Tom Decker            | Principal, 13 episodios                      |
| 2008−2011 | Private Practice               | Dr. Archer Montgomery | 7 episodios                                  |
| 2009      | Grey's Anatomy                 | Dr. Archer Montgomery | Episodio: "Before and After"                 |
| 2009      | Natalee Holloway               | George "Jug" Twitty   | Película de televisión                       |
| 2009−2010 | Accidentally on Purpose        | James                 | Principal, 16 episodios                      |
| 2010      | Scoundrels                     | Alan Markham          | Episodio: "Liar, Liar, Pants on Fire"        |
| 2011      | Big Love                       | Goji Guru             | 5 episodios                                  |
| 2011      | Justice for Natalee Holloway   | George "Jug" Twitty   | Película de televisión                       |
| 2011      | Burn Notice                    | Max                   | 3 episodios                                  |
| 2011−2012 | CSI: Crime Scene Investigation | Agent Viggo McQuaid   | 2 episodios                                  |
| 2013−2016 | Devious Maids                  | Spence Westmore       | Principal, 44 episodios                      |
| 2013      | The Exes                       | Alex                  | Episodio: "Zero Dark Forties"                |
| 2015      | Criminal Minds                 | Colton Grant          | Episodio: "The Forever People"               |
| 2015      | Satisfaction                   | Arthur Waverly        | Recurrente temporada 2, 7 episodios          |
| 2016      | The Family                     | Governor Charlie Lang | 10 episodios                                 |
| 2017–2022 | Dynasty                        | Blake Carrington      | Principal                                    |